# Silvretta
Silvretta là tên một rặng núi thuộc rặng Alpes orientales centrales, dãy núi Alpes. Rặng Silvretta nằm ở các bang Tyrol, Vorarlberg (đều thuộc Áo) và bangGraubünden (Thụy Sĩ). Các bang Tyrol và Vorarlberg của Áo nối giao thông với nhau bởi đường đèo Silvretta Hochalpenstraße (cao 2032 m). Phần lớn các ngọn núi của rặng Silvretta đều cao trên 3.000 m và bao phủ bởi các sông băng. Vì thế khu vực này cũng được gọi là "Blue Silvretta".
Rặng Silvretta bao quanh bởi các rặng Rätikon, Alpes Verwall và Alpes Samnaun.
Rặng Silvretta nổi tiếng là khu vực trượt tuyết tốt. Trong thập niên 1920 nhà văn Ernest Hemingway đã ở vùng này trong 1 mùa đông (sống với Schruns ở Montafon, Áo. Sau đó, ông ta viết vài truyện ngắn về các chuyến trượt tuyết trên rặng Silvretta. Vài truyện trong số truyện ngắn đó có ở tập A moveable feast.

## Các thung lũng kề bên
- Montafon
- Paznaun
- Engadin

## Các ngọn núi chính
- Piz Linard 3411m (11,201 feet)
- Fluchthorn 3399m (11,165 feet)
- Piz Buin 3312m (10,880 feet)

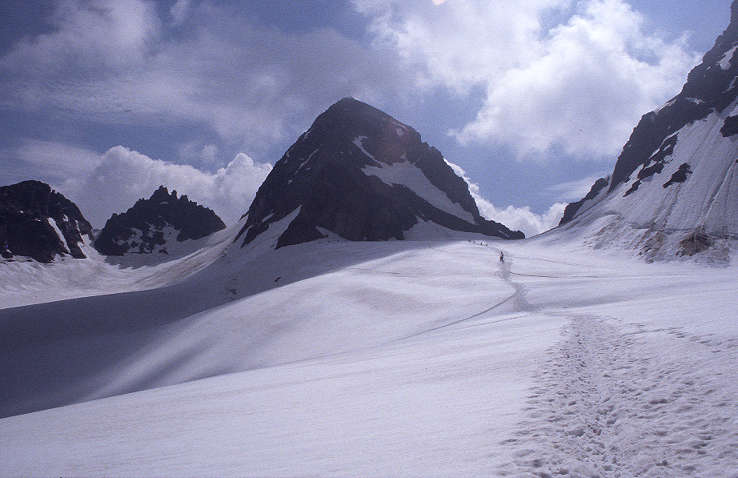
Piz Buin

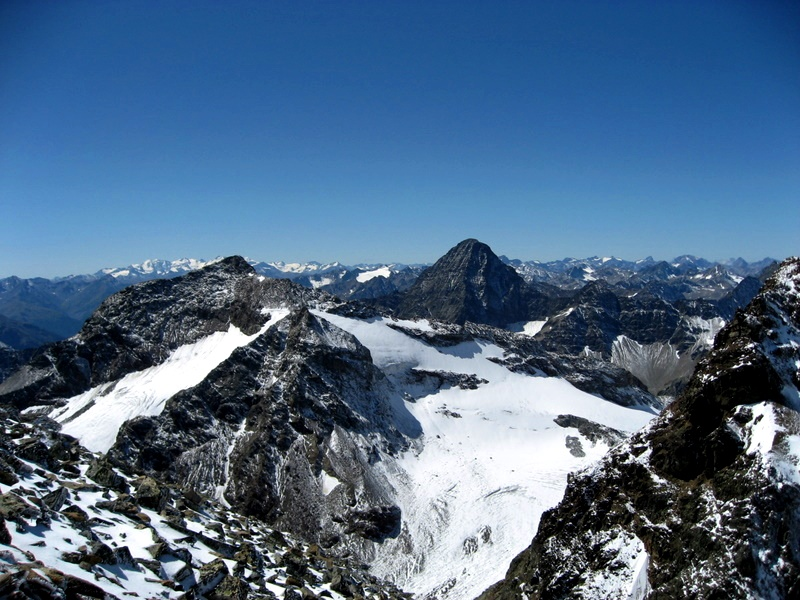
Piz Fliana và Piz Linard từ Piz Buin

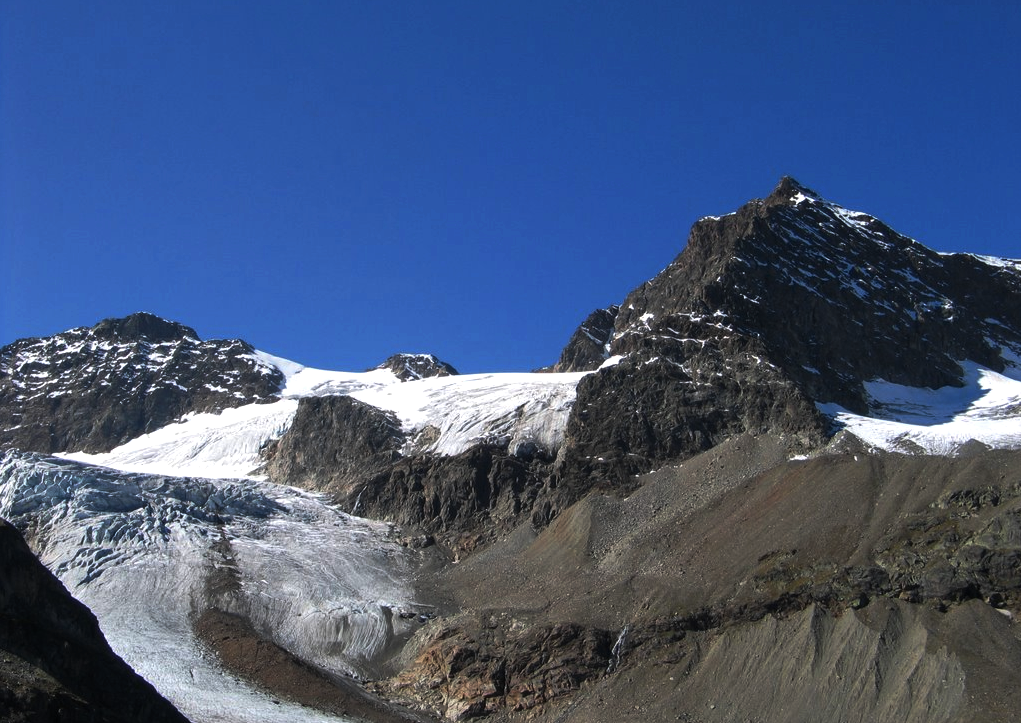
Piz Buin từ phía đông

- Verstanclahorn 3301m (10,831 feet)
- Piz Fliana 3284m (10,775 feet)
- Silvrettahorn 3244m (10,657 feet)
- Augstenberg 3228m (10,611 feet)
- Plattenhörner 3221m (10,568 feet)
- Dreiländerspitze 3212m (10,539 feet)
- Piz Tasna 3183m (10,443 feet)
- Gross Seehorn 3123m (10,247 feet)
- Gross Litzner 3111m (10,207 feet)
- Flüela Wisshorn 3088m(10,132 feet)
- Piz Minschun 3072m(10,079 feet)
- Piz Faschalba 3051m(10,010 feet)
- Piz Davo Lais 3027m
- Pischahorn 2982m (9784 feet)
- Hohes Rad 2912m (9554 feet)
- Plattenpspitze 2880m (9449 feet)
- Sattelkopf 2863m
- Vermuntkopf 2851m
- Kromerspitze 2830m
- Hochmaderer 2823m
- Valgraggeskopf 2820m
- Vallüla 2813m

## Các nhà sơ sài trên núi
- Berghaus-Vereina Privat
- Bodenalpenhaus Privat
- Chamanna Dal Linard SAC
- Fergenhütte SAC
- Heidelberger Hütte DAV Sektion Heidelberg
- Jamtalhütte DAV Sektion Schwaben
- Klostertaler Umwelthütte DAV
- Madlenerhaus DAV Sektion Wiesbaden
- Saarbrücker Hütte DAV Sektion Alpenverein u. Skiclub Silvretta
- Seetalhütte SAC
- Silvrettahütte SAC
- Tuoi-Hütte SAC
- Tübinger Hütte DAV Sektion Tübingen
- Wiesbadener Hütte DAV Sektion Wiesbaden

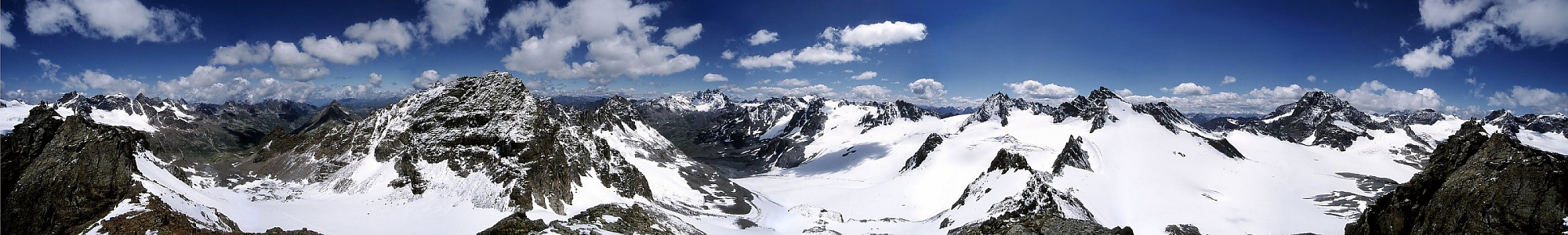
Silvretta - 360° panoramic view

## Các trạm thể thao mùa đông
- Davos
- Ftan
- Galtür
- Gashurn
- Sankt Gallenkirch
- Scuol